# فیروزه بالک
فیروزه بالک (انگلیسی: Fairuza Balk؛ زادهٔ ۲۱ مهٔ ۱۹۷۴) هنرپیشه اهل ایالات متحده آمریکا است. وی از سال ۱۹۸۳ میلادی تاکنون مشغول فعالیت بوده است.
از فیلم‌هایی که وی در آن نقش داشته است، می‌توان به تاریخ مجهول آمریکا، تقریباً مشهور، جزیره دکتر مورو، والمونت، کارهایی که بعد از مرگت، نیا در بزن، شیطان وحشی، سازنده و ستوان بد: بندر نیواورلئان اشاره کرد.وی در فیلم تاریخ مجهول آمریکا نقش دختر مورد تجاوز قاتل برادر دِرِیک را داشت.